# Suzanne Pleshette
Suzanne Pleshette (New York, 31 gennaio 1937 – Los Angeles, 19 gennaio 2008) è stata un'attrice statunitense.

## Biografia

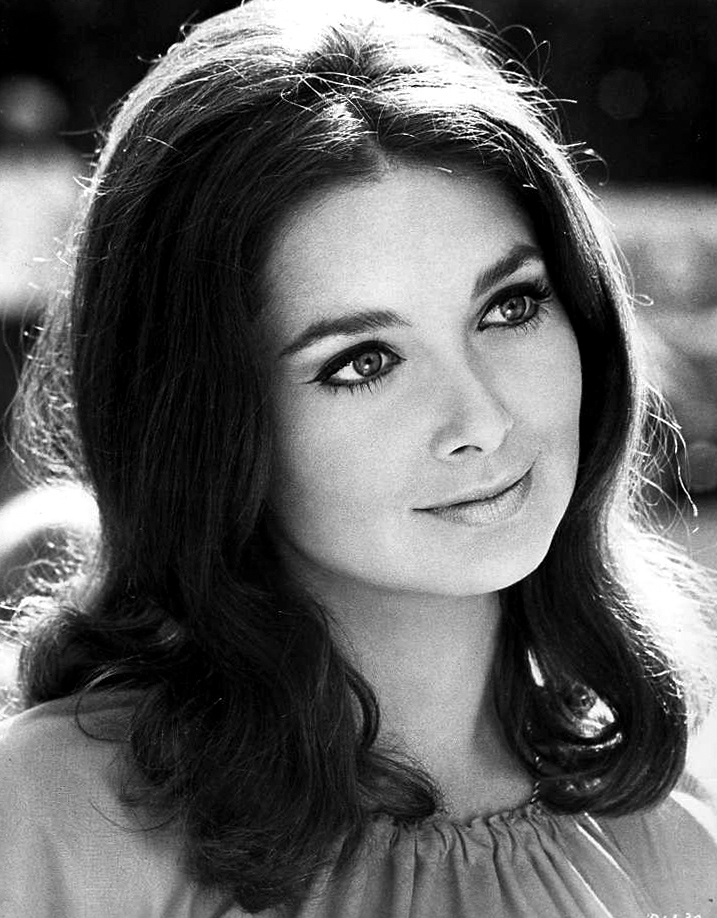
Suzanne Pleshette nel 1969

Era figlia di Geraldine (nata Kaplan) e di Eugene Pleshette. I suoi genitori erano ebrei, figli di immigrati dalla Russia e dall'Impero Austro-Ungarico.
Attiva sul grande schermo dal 1958 e fino alla fine degli anni settanta, deve la sua popolarità al ruolo della sfortunata maestra nel film Gli uccelli (1963) di Alfred Hitchcock, al western Far West (1964) di Raoul Walsh e soprattutto alla partecipazione a vari film prodotti da Walt Disney, tra cui 4 bassotti per 1 danese (1965) di Norman Tokar, Il fantasma del pirata Barbanera (1968) e Quello strano cane... di papà (1976), in entrambi i quali fu diretta da Robert Stevenson ed ebbe come partner Dean Jones. 
Si distinse anche per le sue partecipazioni ai film 20 chili di guai!... e una tonnellata di gioia! (1962) di Norman Jewison, con Tony Curtis, Smania di vita (1965) di Walter Grauman, Nevada Smith (1966) di Henry Hathaway, con Steve McQueen, Una donna senza volto (1966) di Delbert Mann, ove recitò accanto a James Garner, Angela Lansbury e Jean Simmons, La forza invisibile (1968) di Byron Haskin e Se è martedì deve essere il Belgio (1969) di Mel Stuart. Nel 1970 recitò nella commedia satirica Supponiamo che dichiarino la guerra e nessuno ci vada di Hy Averback, nuovamente accanto a Tony Curtis e ad alcuni veterani del cinema americano. Nel 1971 affiancò ancora James Garner in L'infallibile pistolero strabico di Burt Kennedy. Il suo ultimo film fu Oh, God! Book II (1980) di Gilbert Cates, ove recitò con George Burns, mentre la sua ultima apparizione sul piccolo schermo risale alla serie televisiva Will & Grace negli anni 2002-2004.
Nel 1964 sposò l'attore Troy Donahue, suo partner nel film Far West, ma divorziò nove mesi dopo. Si risposò nel 1968 con l'uomo d'affari Tommy Gallagher, che morì nel 2000. Si sposò per la terza volta nel 2001 con l'attore Tom Poston, morto nel 2007: è quindi matrigna di Francesca e Jason Poston, anch'essi attori. 
Cugina dell'attore John Pleshette, morì nel 2008 nella propria abitazione a Los Angeles, a 70 anni, per insufficienza respiratoria, dopo una lunga malattia: un tumore a un polmone. Al suo funerale parteciparono numerosi attori, tra cui Tippi Hedren, che nel 1963 aveva esordito proprio accanto a lei in Gli uccelli di Alfred Hitchcock e della quale in seguito rimase amica. È sepolta vicino al suo terzo marito, Tom Poston, deceduto l'anno precedente, nello Hillside Memorial Park Cemetery in Culver City, California.
Il 31 gennaio 2008 ebbe una stella sulla Hollywood Walk of Fame per il suo contributo alla televisione.

## Filmografia parziale

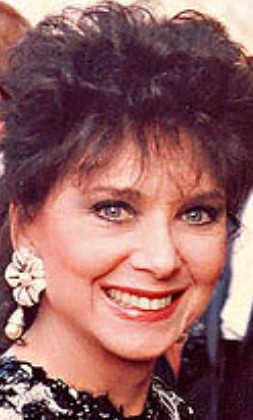
Pleshette al 43º Emmy Awards, 25 agosto 1991

### Attrice

#### Cinema
- Il ponticello sul fiume dei guai (The Geisha Boy), regia di Frank Tashlin (1958)
- Gli amanti devono imparare (Rome Adventure), regia di Delmer Daves (1962)
- 20 chili di guai!... e una tonnellata di gioia! (40 Pounds of Trouble), regia di Norman Jewison (1962)
- Gli uccelli (The Birds), regia di Alfred Hitchcock (1963)
- Il muro dei dollari (Wall of Noise), regia di Richard Wilson (1963)
- Far West (A Distant Trumpet), regia di Raoul Walsh (1964)
- Destino in agguato (Fate Is the Hunter), regia di Ralph Nelson (1964)
- Scandalo in società (Youngblood Hawke), regia di Delmer Daves (1964)
- Smania di vita (A Rage to Live), regia di Walter Grauman (1965)
- 4 bassotti per 1 danese (The Ugly Dachshund), regia di Norman Tokar (1965)
- Nevada Smith, regia di Henry Hathaway (1966)
- Una donna senza volto (Mister Buddwing), regia di Delbert Mann (1966)
- Un maggiordomo nel Far West (The Adventures of Bullwhip Griffin), regia di James Neilson (1967)
- Il fantasma del pirata Barbanera (Blackbeard's Ghost), regia di Robert Stevenson (1968)
- La forza invisibile (The Power), regia di Byron Haskin (1968)
- Se è martedì deve essere il Belgio (If It's Tuesday, This Must Be Belgium), regia di Mel Stuart (1969)
- Bersaglio umano (Target: Harry), regia di Roger Corman (1969)
- Supponiamo che dichiarino la guerra e nessuno ci vada (Suppose They Gave a War and Nobody Came?), regia di Hy Averback (1970)
- L'infallibile pistolero strabico (Support Your Local Gunfighter), regia di Burt Kennedy (1971)
- Quello strano cane... di papà (The Shaggy D.A.), regia di Robert Stevenson (1976)
- Roba che scotta (Hot Stuff), regia di Dom DeLuise (1979)
- Oh, God! Book II, regia di Gilbert Cates (1980)

#### Televisione
- General Electric Theater – serie TV, episodio 7x05-9x25 (1958-1961)
- Have Gun - Will Travel – serie TV, episodio 2x26 (1959)
- Avventure in paradiso (Adventures in Paradise) – serie TV, episodio 1x04 (1959)
- Hong Kong – serie TV, episodio 1x15 (1961)
- Corruptors (Target: The Corruptors) – serie TV, episodio 1x20 (1962)
- Ben Casey – serie TV, episodio 1x21 (1962)
- The Dick Powell Show – serie TV, episodio 2x07 (1962)
- Selvaggio west (The Wild Wild West) – serie TV, episodio 1x01 (1965)
- I giorni di Bryan (Run for Your Life) – serie TV, episodio 2x20 (1967)
- Cimarron Strip – serie TV, episodio 1x10 (1967)
- Gli invasori (The Invaders) – serie TV, episodio 1x03 (1967)
- Operazione ladro (It Takes a Thief) – serie TV, episodio 2x02 (1968)
- Colombo (Columbo) – serie TV, episodio 1x03 (1971)
- Bonanza – serie TV, episodio 13x24 (1972)
- The Bob Newhart Show – serie TV, 142 episodi (1972-1978)
- Due nonne e un bebè (Battling for Baby), regia di Art Wolff (1992) – film TV
- Will & Grace – serie TV, episodi 4x17-4x18-6x14 (2002-2004)
- 8 semplici regole (8 Simple Rules) – serie TV, 3 episodi (2003)

### Doppiatrice
- Il re leone II - Il regno di Simba, regia di Darrell Rooney (1998) - voce di Zira
- La città incantata, regia di Hayao Miyazaki (2001) - voce di Yubaba e Zeniba nella versione doppiata in inglese

## Doppiatrici italiane
Nelle versioni in italiano delle opere in cui ha recitato, Suzanne Pleshette è stata doppiata da:
- Maria Pia Di Meo in: Gli amanti devono imparare, Il ponticello sul fiume dei guai, 20 chili di guai!... e una tonnellata di gioia, Scandalo in società, Nevada Smith
- Vittoria Febbi in: Destino in agguato, Quello strano cane... di papà, 8 semplici regole
- Fiorella Betti in: Quattro bassotti per un danese, Il fantasma del pirata Barbanera, Un maggiordomo nel Far West
- Lorenza Biella in: L'infallibile pistolero strabico, Kojak - Assassino a piede libero
- Rita Savagnone in: Gli uccelli
- Paola Tedesco in: Good morning Miami
- Melina Martello in: Colombo

Da doppiatrice è sostituita da:
- Paola Tedesco in: Il re leone II - Il regno di Simba